# Ruschia dilatata
Ruschia dilatata är en isörtsväxtart som beskrevs av L. Bol. Ruschia dilatata ingår i släktet Ruschia och familjen isörtsväxter. Inga underarter finns listade i Catalogue of Life.